# Liste der Monuments historiques in Givry-lès-Loisy
Die Liste der Monuments historiques in Givry-lès-Loisy führt die Monuments historiques in der französischen Gemeinde Givry-lès-Loisy auf.

## Liste der Objekte
| Bezeichnung                                        | Beschreibung                                     | Standort                       | Kennzeichnung | Schutzstatus | Datum | Bild |
| -------------------------------------------------- | ------------------------------------------------ | ------------------------------ | ------------- | ------------ | ----- | ---- |
| Hauptaltar                                         | Altartisch und Tabernakel; Holz, 17. Jahrhundert | in der Kirche St-Pierre (Lage) | PM51002661    | Inscrit      | 1977  |      |
| Kruzifix                                           | Holz, 17. Jahrhundert                            | in der Kirche St-Pierre (Lage) | PM51002663    | Inscrit      | 1977  |      |
| Gemälde Johannes der Täufer mit dem Gotteslamm     | Ölfarbe auf Holz, 16. Jahrhundert                | in der Kirche St-Pierre (Lage) | PM51002662    | Inscrit      | 1977  |      |
| Gemälde Petrus empfängt von Christus die Schlüssel | Ölfarbe auf Leinwand, 17. Jahrhundert            | in der Kirche St-Pierre (Lage) | PM51002664    | Inscrit      | 1977  |      |